# 円谷光衛

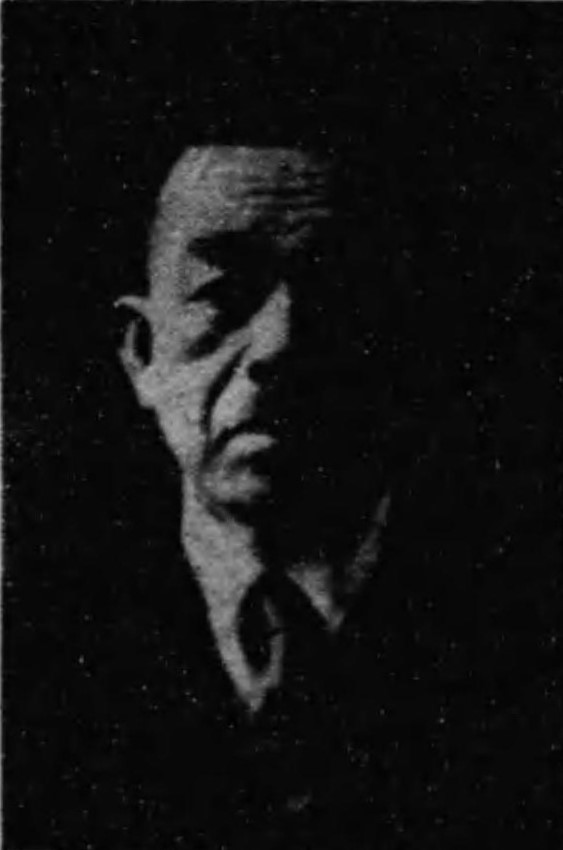
円谷光衛

円谷 光衛（圓谷 光衞、つむらや みつえ、1889年（明治22年）2月5日 - 1962年（昭和37年）3月6日）は、日本の教育者、政治家。衆議院議員。

## 経歴
福島県西白河郡、のちの大信村（現白河市）出身。1909年、福島県師範学校を卒業。小学校訓導、同校長、郡視学、福島県視学、国民学校長などを務めた。
1946年4月、第22回衆議院議員総選挙に福島県選挙区から日本自由党所属で出馬し当選。その後、第24回総選挙まで連続3回当選した。この間、経済安定本部嘱託、衆議院文部委員長、日本自由党政調会文教委員長などを歴任した。
その他、西白河郡連合青年団長、日本教育会福島県支部長、福島県教育会理事長を務めた。